# Carabe des bois
Carabus nemoralis · Carabe sylvestre
Espèce
Le Carabe des bois (Carabus nemoralis) est un coléoptère commun, de la famille des Carabidae et du genre Carabus.

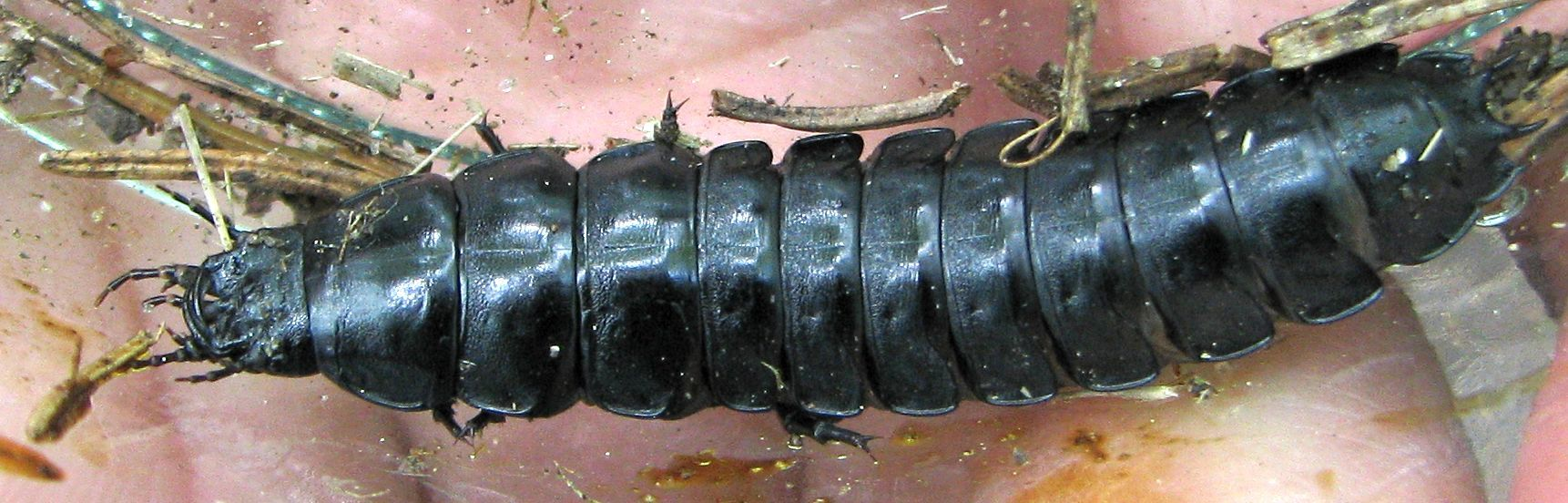
La larve

## Description
C'est un Carabe oblong (il mesure entre 20 et 26 mm), « au thorax plus large que long ; les élytres ont des stries fines et quelques fossettes alignées. Les mâles ont les articles 6 à 8 échancrés sur les antennes. Les coloris les plus fréquents sont : brun, bronzé, vert brillant, quelquefois bleu. »

## Biologie
Il se nourrit de vers, limaces et escargots.

## Répartition et habitat
Répartition
Il est commun en Europe centrale et du Nord, ainsi qu'en Islande et sur l'île de Terre-Neuve. En France, il est répandu dans toute la Bretagne mais beaucoup plus fréquemment à l'Est. Il a également été introduit en Amérique du Nord.
Habitat
L'espèce vit en plaine et en montagne jusqu'à deux mille mètres, dans les forêts et les bois de feuillus ou de conifères, les champs et les jardins, sous les pierres, les mousses, les troncs abattus, les meules de foin et les feuilles mortes. Elle hiverne dans les souches et les talus.

## Systématique
L'espèce Carabus nemoralis a été décrite par l'entomologiste danois Otto Friedrich Müller en 1764.

### Taxinomie
Carabus nemoralis appartient au sous-genre Carabus (Archicarabus) donc le nom complet de cette espèce est Carabus (Archicarabus) nemoralis O.F. Müller, 1764.